# Trizogeniates goyanus
Trizogeniates goyanus is een keversoort uit de familie bladsprietkevers (Scarabaeidae). De wetenschappelijke naam van de soort werd voor het eerst geldig gepubliceerd in 1917 door Ohaus.